# 新木曽川橋

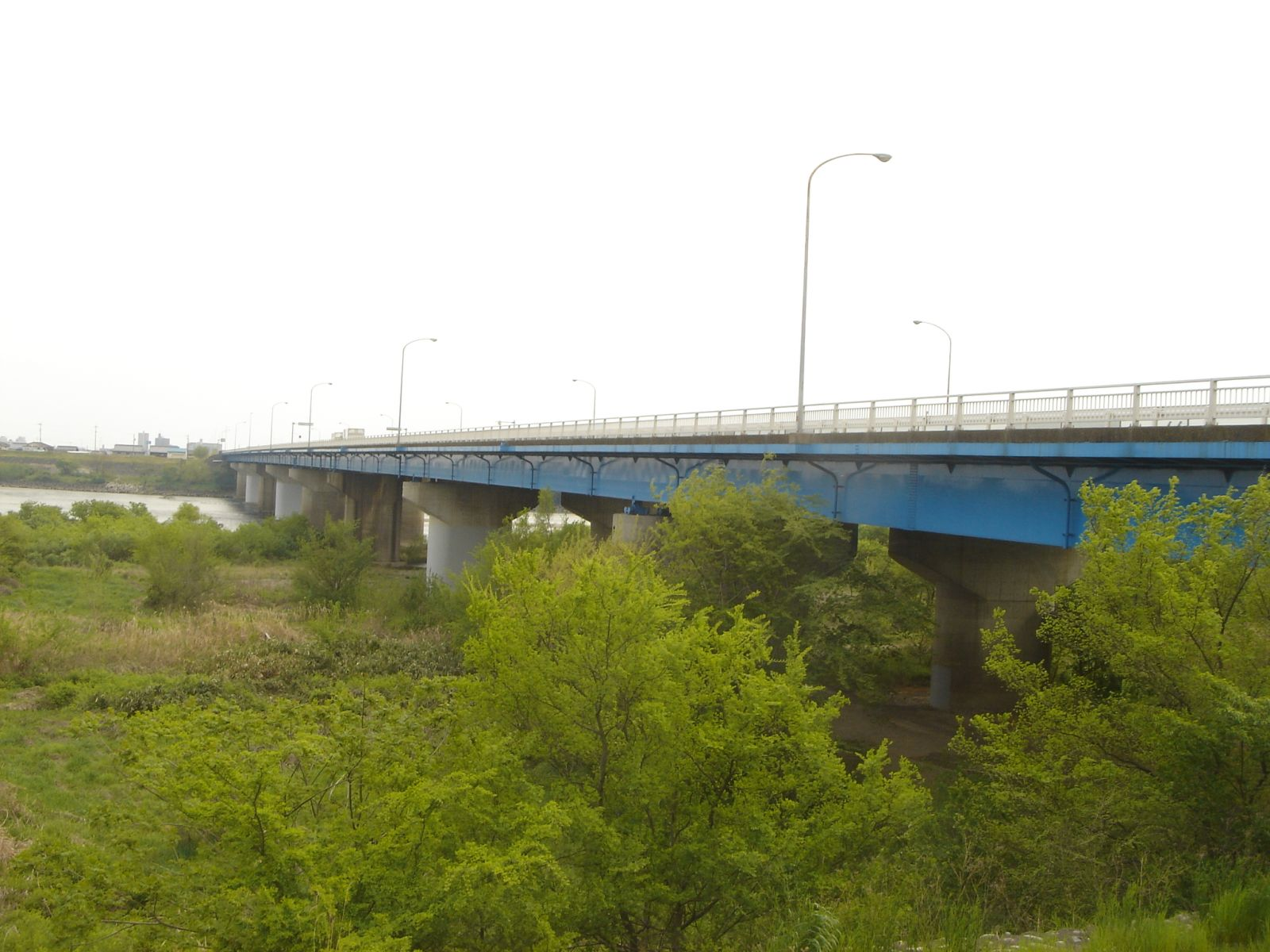
岐阜県側の右岸上流より

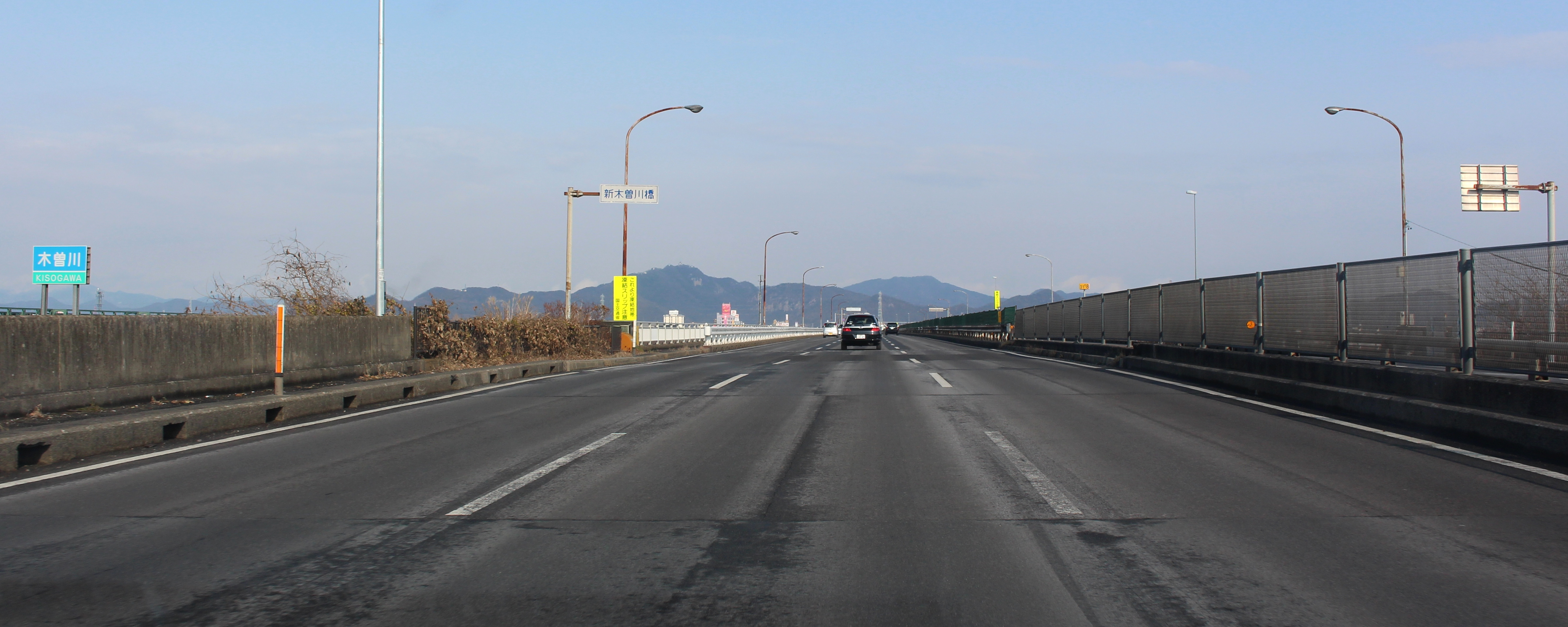
片側3車線の車道

新木曽川橋（しんきそがわばし）は、愛知県一宮市北方町と岐阜県羽島郡笠松町の木曽川に架かる国道22号（名岐バイパス）の桁橋である。

## 概要
笠松町側の架橋地点は二重堤防となっており、円城寺橋（橋長：51m）を経て地上路となる。
旧国道22号の木曽川橋（現在の岐阜県道・愛知県道14号岐阜稲沢線）に替わる橋である。片側3車線の橋であり、愛知県と岐阜県を結ぶ道路として交通量も多い。制限速度は60km/h。
関ヶ原の戦いの前に、徳川家康が木曽川を渡ったのが、この付近にあった「北方の渡し」といわれている。

## 諸元
- 供用
  - 下り：1969年（昭和44年）
  - 上り：1975年（昭和50年）
- 構造：3径間連続鋼鋼床版箱桁橋
  - 橋台：鋼管杭基礎半重力式
  - 橋脚：ニューマチックケーソン
- 延長：588.9m
- 幅員：30.0m（車道6車線 + 歩道両端2箇所）
  - 計画段階：8車線（高速6車線・緩速2車線）
- 所在地：愛知県一宮市北方町北方〜岐阜県羽島郡笠松町円城寺

## その他
新木曽川橋の位置は名古屋と岐阜を結ぶ最短ルートで橋長が最も短いという条件で決められたという。ただ橋の上流部分で木曽川の三派川が合流し、約260m下流にはJR東海道本線の木曽川橋梁（鉄道橋）があることから、橋はこの鉄道橋と平行に、また橋脚間隔（スパン割）も鉄道橋と合わせるなどの配慮が行われた。下部工はニューマチックケーソンが採用され、無人潜函掘削機が使用された（1期工事では試験施工）。

## ギャラリー

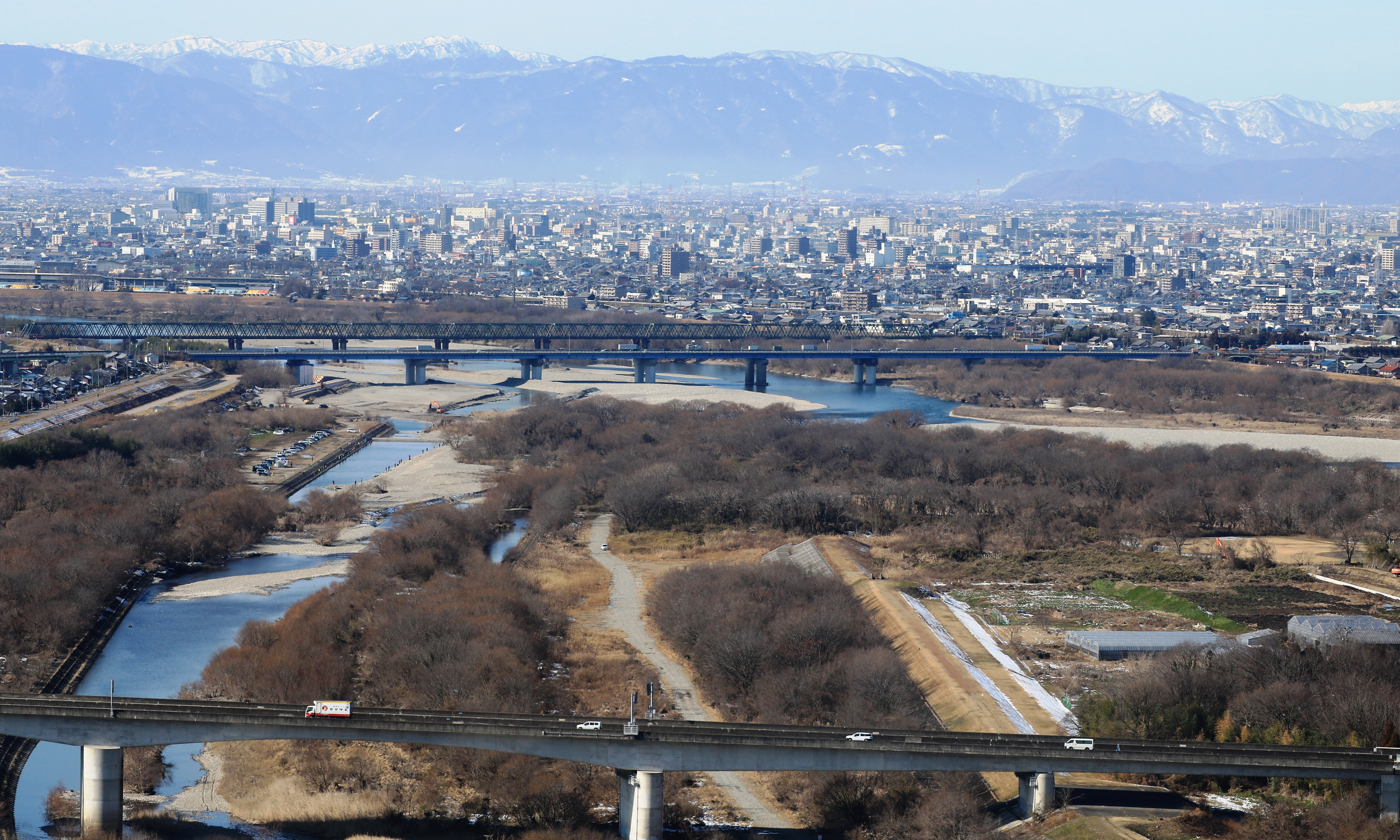
約260m下流には東海道線の木曽川橋梁（鉄道橋） 東側の木曽三川公園138タワーパークのツインアーチ138より